# Двигатель Toyota MZ
Двигатели Toyota серии MZ — бензиновые двигатели V6 производства Toyota. Двигатели серии MZ состоят из литого алюминиевого блока цилиндров с алюминиевой головкой блока цилиндров с двумя распредвалами. Между двумя блоками цилиндров, конструктивно, угол в 60 градусов. Двигатель с инжекторным впрыском, по четыре клапана на цилиндр, распредвал — цельный литой. В серию MZ входят лёгкие алюминиевые двигатели V6, пришедшие на смену тяжёлым двигателям VZ со снижением издержек производства, массы двигателя и массы поршней без ущерба для надёжности.
Двигатели отличают литые алюминиевые поршни с молибденовым покрытием (антитрение) и конструктивных клапанов, которые уменьшают шанс загибания клапана при обрыве ремня ГРМ на двигателях без VVT-i. Также имеются стальные кольца и кованый стальной коленчатый вал.
После ухода с большинства рынков, на замену серии MZ пришла серия GR.

## 1MZ-FE
Двигатель 1MZ-FE имеет объём 3,0 л (2994 см3). Диаметр цилиндра — 87,5 мм, ход поршня — 83 мм. Мощность двигателя составляет 168—220 л. с. при 5200—5400 оборотах в минуту, крутящий момент — 248—261 Н⋅м при 4400 оборотах в минуту. Мощность двигателя была снижена после внедрения обществом инженеров автомобильной промышленности новой системы измерения мощности. Таким образом, по сравнению с двигателями на 91 октане, применявшимися в автомобилях Lexus, больше всего была снижена мощность двигателей Toyota на 87 октане. В целом, эти двигатели отличаются высокой надёжностью, и при надлежащей эксплуатации, ресурс двигателя составляет более 300000 км.
1MZ-FE был в списке Ward’s 10 Best Engines в 1996 году. TRD предложил комплект нагнетателя для моделей Camry (1997—2000), Sienna (1998—2000) и Solara (1999—2000). Мощность возросла была увеличена до 242 л. с., а крутящий момент — до 328 Н⋅м.
1MZ-FE с системой VVT-i применяется в автомобилях Avalon, Highlander, Sienna и Camry. Эти двигатели выдают мощность до 220 л. с. (161,8 кВт) при 5800 оборотах в минуту и крутящий момент 301 Н⋅м при 4400 оборотах в минуту. В ранних версиях 1MZ с VVT-i применяются двойной корпус дроссельной заслонки и литой алюминиевый впускной коллектор. В более поздних версиях применяются электронные дросселя.
1MZ-FE устанавливался на автомобили:
- Toyota Camry (1994—2006)

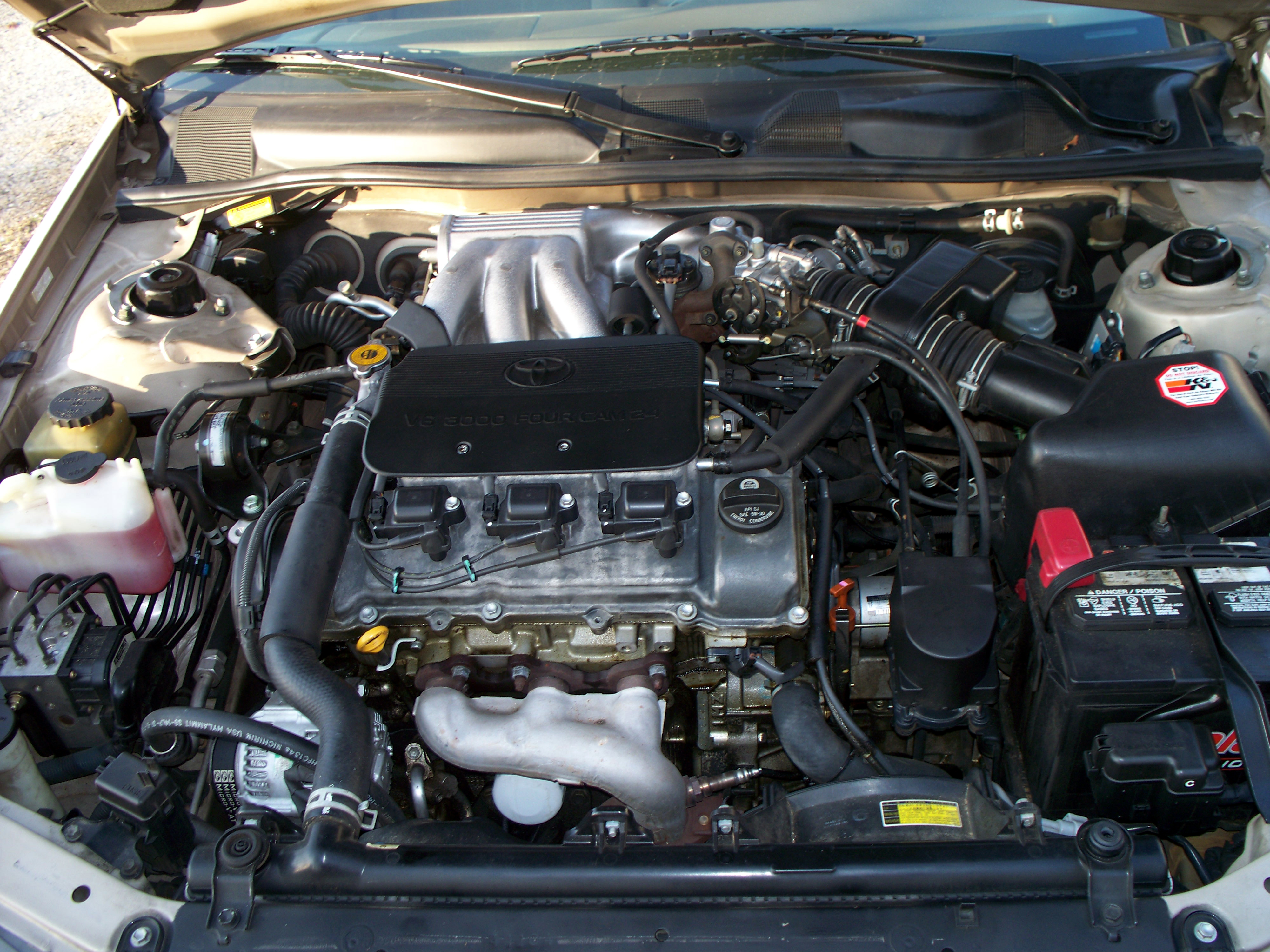
1MZ-FE

- Lexus ES 300 и Toyota Windom (внутренний японский рынок, 1994—2003)
- Toyota Avalon и Toyota Pronard (Avalon для внутреннего японского рынка, 1996—2004 и 2000)
- Toyota Harrier (азиатский рынок)
- Toyota Sienna (1998—2000)
- Toyota Solara (1999—2003)
- Toyota Estima (внутренний японский рынок, 2000—2005)
- Lexus RX 300 (американский рынок, 1999—2003; азиатский и европейский рынки, 2003—2006)
- Lexus ES 300 (2000—2003)
- Toyota Avalon (2000—2004)
- Toyota Highlander/Kluger (2001—2007)
- Toyota Sienna (2001—2003)
- Toyota Alphard (внутренний японский рынок, 2002—2007)
- Toyota Camry (2003—2006)
- Toyota Windom (внутренний японский рынок) (2001—2006)
- Toyota Mark II Qualis (внутренний японский рынок)

## 2MZ-FE
Двигатель 2MZ-FE объёмом 2,5 л (2496 см3) пришёл на замену двигателю 4VZ-FE. Диаметр цилиндра — 87,5 мм, ход поршня — 69,2 мм, мощность — 200 л. с. (150 кВт) при 6000 об/мин, а крутящий момент — 245 Н⋅м при 4600 об/мин.
2MZ-FE устанавливался на автомобили:
- Toyota Camry Gracia (японский, новозеландский и другие, кроме американского рынка)[13][14]
- Toyota Windom (внутренний японский рынок) (1996—2001)
- Toyota Mark II Qualis (внутренний японский рынок)

## 3MZ-FE

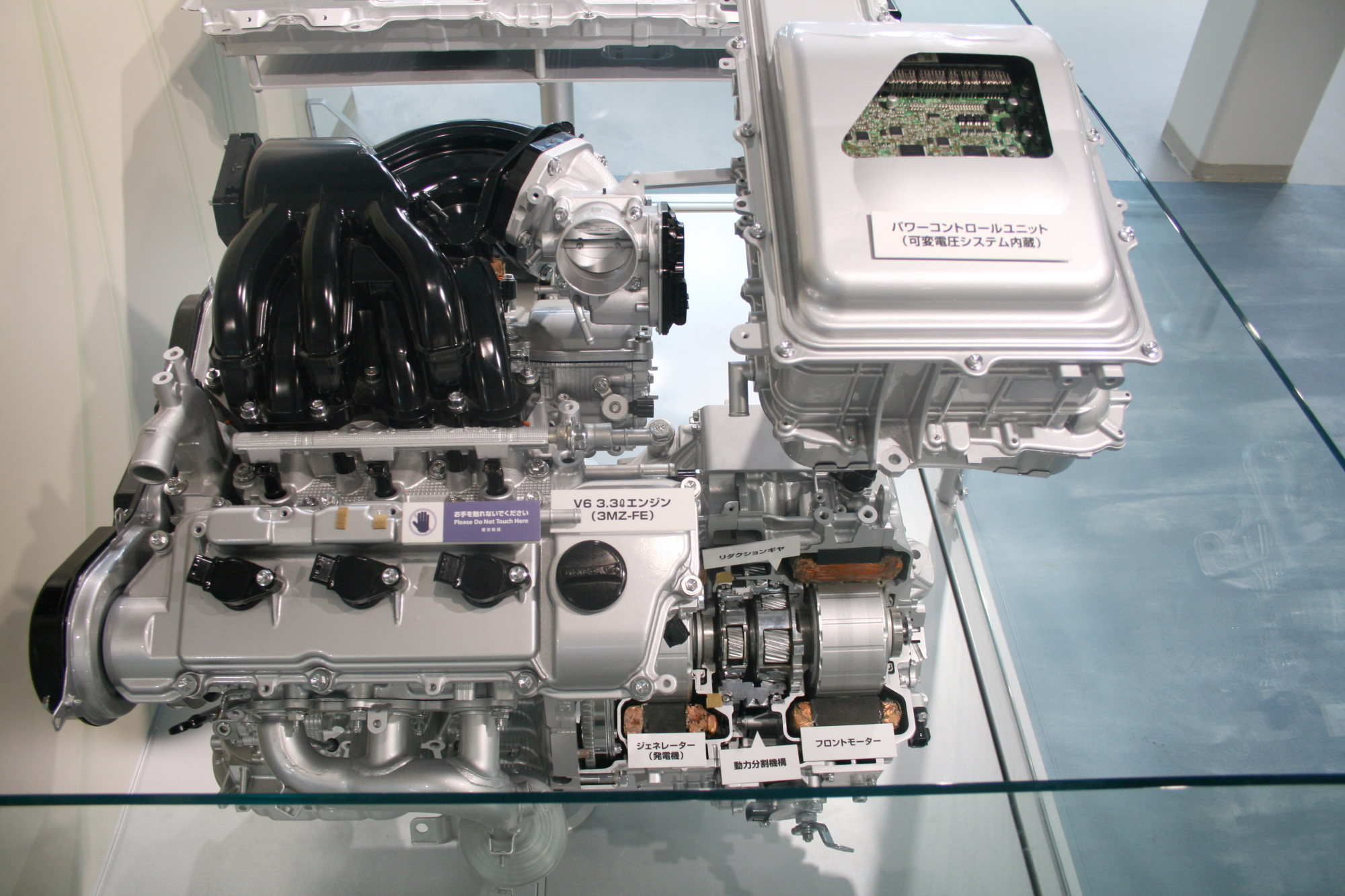
3MZ-FE

Двигатель 3MZ-FE имеет объём 3,3 л (3310 см3). Диаметр цилиндра — 92 мм, ход поршня — 83 мм. На Camry двигатель развивает мощность 225 л.с. (168 кВт) и крутящий момент 325 Н⋅м, в то время как на Sienna и Highlander двигатель развивает мощность 230 л. с. (172 кВт) и крутящий момент 328 Н⋅м. В двигателях применяются системы VVT-i, ETCS-i, ABS. В отличие от 1MZ, диаметр дроссельной заслонки увеличен.
3MZ-FE устанавливался на автомобили:
- Toyota Highlander (2004—2007)
- Toyota Camry Solara (2004—2008)
- Toyota Sienna (2004—2006)
- Toyota Camry (2004—2006)
- Toyota Highlander Hybrid (уменьшенная мощность, 2005—2010)
- Lexus RX 330 (американский рынок, 2003—2006)
- Lexus RX 400h (уменьшенная мощность, 2006—2009)
- Lexus ES 330 (2004—2006)
- Mitsuoka Orochi (2006—2014)